# Beechcraft Musketeer
Beechcraft Musketeer é uma aeronave americana que fora produzida de 1963 até 1983. 
Características gerais da aeronave:
- Tripulação: um comandante
- Capacidade: ttrês passageiros
- Comprimento: 25 ft 8 in (7.82 m)
- Altura: 8 ft 3 in (2.51 m)
- Área da asa: 146 sq ft (13.6 m2)
- Aerofólio: NACA 63A415
- Peso vazio: 1,375 lb (624 kg)
- Peso máximo de decolagem: 2,400 lb (1,089 kg)
- Motor: 1 × Continental IO-346-A (pistão) quatro cilindros opostos horizontalmente e refrigerados a ar, 165 hp (123 kW)
- Propulsores: hélice de duas pás fixas

Performance:r
- Cruzeiro: 102 kn (117 mph; 189 km/h) velocidade de cuzeiro em longas distâncias
- Estol: 63 kn (72 mph; 117 km/h)
- VNE: 152 kn (175 mph; 282 km/h)
- Máximo alcance: 676 nmi (778 mi; 1,252 km) with reserves
- Teto operacional: 13,000 ft (4,000 m)
- Razão de subida: 728 ft/min (3.70 m/s)